# Janusz Trupinda
Janusz Trupinda (ur. 5 października 1968 w Gdańsku) – polski historyk, menadżer kultury i muzealnik, znawca historii zakonu krzyżackiego, doktor habilitowany nauk humanistycznych. Od 2018 dyrektor Muzeum Zamkowego w Malborku.

## Życiorys
Absolwent studiów z historii na Uniwersytecie Gdańskim (1994). Już w czasie studiów rozpoczął pracę w Muzeum Narodowym w Gdańsku na stanowisku kuratora, gdzie pracował do 2000. W 1998 uzyskał stopień doktora na UG na podstawie rozprawy Ideologia krucjatowa w kronice Piotra Dusburga. W 2001 rozpoczął pracę w Muzeum Zamkowym w Malborku na stanowisku kierownika Działu Historii, z czasem awansował na stanowisko wicedyrektora ds. naukowo-konserwatorskich, na stanowisku tym pracował do 2011. W tym samym roku rozpoczął pracę w Muzeum Gdańska, gdzie objął stanowisko kierownika Muzeum Poczty Polskiej w Gdańsku (oddział Muzeum Gdańska). W styczniu 2017 otrzymał stopień doktora habilitowanego, w tym samym roku został powołany przez ministra kultury i dziedzictwa narodowego prof. Piotra Glińskiego na stanowisko dyrektora Muzeum Zamkowego w Malborku, po Mariuszu Mierzwińskim, który nie chciał przyjąć nominacji na kolejną kadencję. W grudniu 2022 otrzymał nominację na kolejną siedmioletnią kadencję (od 1 stycznia 2023). Od początku kariery zawodowej pracował także jako wykładowca m.in. na Uniwersytecie Gdańskim i Akademii Marynarki Wojennej w Gdyni. Jest autorem ponad stu publikacji naukowych, a także autorem pięciu książek. Jego głównym obszarem badawczym jest średniowiecze, w szczególności dzieje zakonu krzyżackiego.
Jest członkiem Rady ds. Muzeów i Miejsc Pamięci przy Ministrze Kultury i Dziedzictwa Narodowego (2018-2021), Komitetu Ochrony Pamięci Walk i Męczeństwa w Gdańsku (2017-2021), członek Rad muzealnych: Muzeum Narodowego w Gdańsku, Muzeum Okręgowego w Toruniu, Muzeum Pomorza Środkowego w Słupsku i Muzeum Stutthof w Sztutowie i Muzeum Historycznego w Ełku.
Powołany do Rady Muzeum przy Zamku Królewskim w Warszawie.

## Życie prywatne
Od 1997 żonaty z Agnieszką, ma jedną córkę, Monikę.

## Odznaczenia
- Brązowy Medal „Zasłużony Kulturze Gloria Artis” (2019)[5][6]
- Złoty Medal Reipublicae Memoriae Meritum (2024)[7]